# Muco

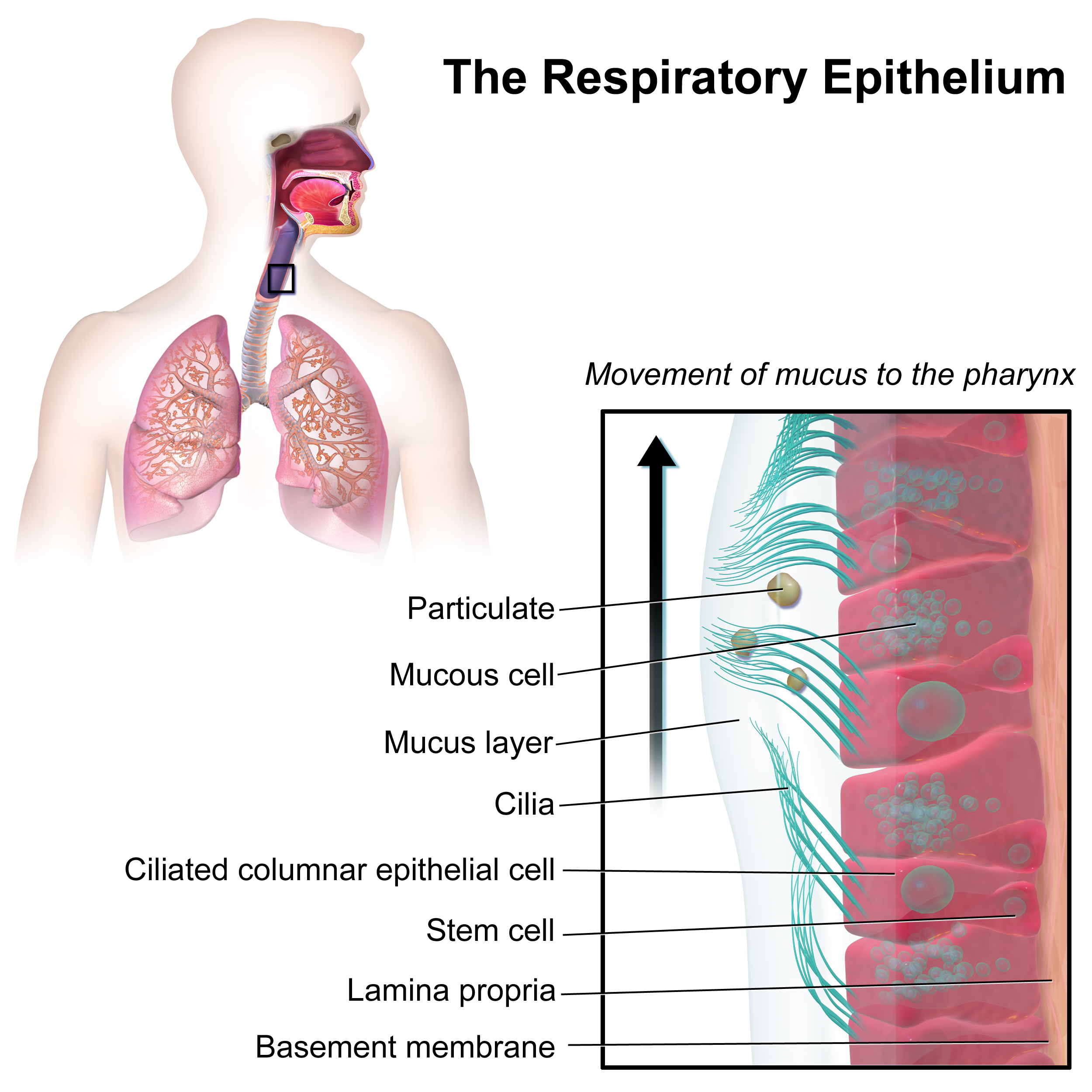
Ilustração (em inglês) que descreve o movimento do muco no trato respiratório

O muco ou ranho, também chamado meleca ou tatu, é um fluido visco-elástico de origem biológica. É produzido pelas membranas mucosas como método de proteção de superfícies no ser vivo, contra a desidratação (pulmão), ataque químico (mucosa do estômago), bacteriológico (mucosa respiratória) ou simplesmente como lubrificante (esófago, cólon). O muco é produzido por um tipo especializado de célula, a célula caliciforme, que segrega continuamente glóbulos de muco. É composto por uma mistura de glicoproteínas e de proteoglicanas sintetizadas no ergastoplasma e no aparelho de Golgi.

## Funções
O muco tem importantes funções de defesa imunológica. Além de aprisionar os micro-organismos aéreos como, por exemplo, no epitélio respiratório, ele contém proteínas com actividade bactericida, como a lisozima e anticorpos tipo A (IgA).

## Doenças envolvendo muco
O muco é produzido em excesso em muitas situações patológicas. Na constipação/resfriado comum, na gripe e em outras afecções respiratórias, as células ciliadas do epitélio respiratório, que continuamente empurram o muco para ser deglutido, são destruídas pelo vírus, libertando água e sais do interior das células. É assim produzido muco aquoso em grandes quantidades expelido pelo nariz. Espirros e a tosse com expectoração branca expelida podem ter a mesma causa (ao contrário da amarela que pode indicar infecção bacteriana mais grave). Este sintoma continua inclusivamente após a resolução da infecção, até as células ciliadas do epitélio se regenerarem.

## Muco Cervical
O muco cervical é classificado como secreção produzida pelo colo uterino, com intuito de impedir a proliferação de micro-organismos na região sexual feminina e auxiliar no encaminhamento dos espermatozoides para fecundação do óvulo. Mudanças hormonais podem influenciar na viscosidade do muco cervical. À medida que a ovulação se aproxima, o muco tende a ficar mais fluído e elástico.

## Muco Traqueal
A traqueia é uma importante estrutura anatômica do sistema respiratório e, para a proteção desse sistema, existe a produção e liberação de muco na região traqueal, tal fluido age em conjunto com as células ciliadas para restrição de partículas presentes no ar. Ou seja, possui por função realizar a “limpeza” do ducto respiratório e garantir que macro e micro moléculas capazes de ultrapassar as fossas nasais sejam impedidas de adentrar os pulmões.